# Závada Pál
Závada Pál (Tótkomlós, 1954. december 14. –)  Kossuth- és József Attila-díjas szlovák származású magyar író, szerkesztő, szociológus.

## Életpályája
Középiskolai tanulmányait a szegedi Radnóti Miklós Gimnáziumban végezte 1969–1973 között. A Pécsi Közgazdaságtudományi Egyetemen szerzett diplomát 1978-ban. Ezután elvégezte még az Eötvös Loránd Tudományegyetem Bölcsészettudományi Kar szociológia szakát 1982-ben.
A Pécsi Tudományegyetem gyakornoka, majd tanársegéde volt 1978–1982 között. 1982–1993 között a Magyar Tudományos Akadémia Szociológiai Kutatóintézetének szociológusa volt. 1990–1994 között a Hiány szerkesztője volt. A Holmi című folyóirat szerkesztője volt 1990-től megszűnéséig, 2014-ig. 2009-től a Digitális Irodalmi Akadémia tagja.
2017. június 8-án Závada mondta a 88. ünnepi könyvhét és 16. gyermekkönyvnapok megnyitóbeszédét.

## Munkássága
Az 1980-as években kezdtek felfigyelni rá. Első, feltűnést keltő munkája 1986-ban a Kulákprés című szociográfia volt. Első ismertté vált regénye 1996-ban a Mielőtt elsötétül. Az első nagy sikere a Jadviga párnája című regény, melyet 1997-ben adott ki a Magvető Kiadó (naplóformában írott regény, lebilincselő lélekrajzokkal, élő szereplőkkel, nagy nyelvi erővel és drámai fordulatokkal, a Békés megyei emberek eleven világával). 1999-ben több díjjal kitüntetett film készült belőle.
2002-ben a Budapesti Nemzetközi Könyvfesztiválra jelent meg Milota című családregénye, mely két – helyenként összefonódó, máskor évszázadokra elváló – történeti szálban vonultat fel emberi sorsokat.
Harmadik regényének főtémája ismét a hűség, a Fényképész utókora a Jadviga párnájával és a Milotával együtt alkot regénytrilógiát. "Závada elbűvölő és szövevényes nagyregényének minden oldala csupa titok, meglepetés, rácsodálkozás." (Magvető Kiadó)
Az Idegen testünk című regény (2008) hősei sorsán keresztül keresi a XX. század nagy traumáinak kihatását különböző emberi szintekre. Felveti a kérdést, hogy miért és miképp születnek újjá a történelemben szégyenletes gondolatmenetből kicsírázó eseményének, illetve "hogyan válnak idegenné és leszakítandóvá az olyan nemzet-testrészek és ország-darabok, mint maga a magyar zsidóság vagy az alig-visszacsatolt területek?" (Magvető Kiadó)

## Művei
- Kulákprés. Dokumentumok és kommentárok egy parasztgazdaság történetéhez; (Művelődéskutató Intézet, Bp., 1986) (Műhelysorozat Művelődéskutató Intézet)
- Sipos András–Závada Pál: Statárium. Dokumentumszociográfia a "gyújtogató kulákok" pereiről; (MTA Szociológiai Kutató Intézete–Vita, Bp., 1989)
- Kulákprés. Család- és falutörténeti szociográfia. Tótkomlós, 1945–1956; (Szépirodalmi–Széphalom Könyvműhely, Bp., 1991) (Magyarország felfedezése)
- Mielőtt elsötétül (novellák, Jelenkor, 1996)
- Jadviga párnája. Napló; (Magvető, Bp., 1997)
- Milota (regény, Magvető, 2002)
- A fényképész utókora (regény, Magvető, 2004)
- Kulákprés. Család- és falutörténeti szociográfia. Tótkomlós, 1945–1956; 3. átdolg. kiad.; (Magvető, Bp., 2006)
- Wanderer (regény, Magvető, Bp., 2006)
- Idegen testünk (Magvető, Bp., 2008)
- Magyar ünnep. "Az Úr napját szenteld meg!"; (Nemzeti Színház, Bp., 2010) (Nemzeti Színház színműtár)
- Harminchárom szlovák népmese (Magvető, Bp., 2010)
- Egy sor cigány. Huszonnégy mai magyar (Korniss Péter fényképeivel) (irodalmi portrék, Corvina, Bp., 2011)
- Janka estéi (három színdarab, Magvető, Bp., 2012)
- Természetes fény (regény, Magvető, Bp., 2014)
- Egy piaci nap (regény, Magvető, Bp., 2016)
- Hajó a ködben (regény, Magvető, Bp., 2019)
- Az ember tragédiája 2.0; szöveg Darvasi László, Márton László, Tasnádi István, Závada Pál, (Kossuth, Bp., 2020)
- Wanderer (regény, Magvető, Bp., 2020)
- Apfelbaum. Nagyvárad, Berlin (Magvető, Bp., 2022)
- Pernye és fű (regény, Magvető, 2024)

## Díjak
- Móricz Zsigmond-ösztöndíj (1989)
- Magyar Alkotóművészeti Alapítvány Irodalmi Tagozatának szociográfiai díja (1992)
- Magyar Rádió Nívódíja (1995)
- Szinnyei Júlia-emlékdíj (Jelenkor folyóirat, 1997)
- Soros Alapítvány irodalmi ösztöndíja (1997)
- Év Könyve-díj (1998)
- József Attila-díj (1998)
- Színházi Dramaturgok Céhe drámaírói ösztöndíj (1998)
- Déry Tibor-díj (1998)
- Krúdy Gyula-díj (1999)
- Tótkomlós díszpolgára (2000)
- Márai Sándor-díj (2000)
- Prima Primissima díj (2004)
- Palládium díj (2004)
- Győri Könyvszalon alkotói díj (2004)[3]
- Kossuth-díj (2005)
- Radnóti Miklós antirasszista díj (2010)
- Kortárs Magyar Dráma-díj (2019)
- Ferencváros díszpolgára (2019)[4]
- Hazám-díj (2022)[5]
- Budapest díszpolgára (2022)[6]

## CD,hangoskönyvek
- Jadviga párnája